# Исмайлов, Филипп Филиппович
Филипп Филиппович Исмайлов (1794 — 1863) — русский писатель.
Профессор физико-математических наук и французского языка в Вифанской семинарии. Окончил Московскую духовную академию. Был обер-прокурором Грузино-Имеретинской синодальной конторы.
Оставил интересные воспоминания: «Взгляд на собственную прошедшую жизнь» (Москва, 1860). Продолжение их напечатано в «Православном обозрении» (1870 год, № 7).